# Kőszegi Tamás
Kőszegi Tamás (Miskolc, 1989. június 21.–) magyar film- és animációs rendező. A Hungarian New Directors' Showcase egyik győztese.

## Filmes pályafutása
Első nemzetközileg elismert filmje a 2014-es Vihar, melyet Kocsis Alexandrával közösen rendezett. A film elnyerte a Nemzetközi Faludi Filmszemle és a Magyar Függetlenfilm Fesztivál animációs fődíját, és bemutatták több külföldi fesztiválon is.
2015-ben beválasztották az 50 Tehetséges Magyar Fiatal Programba, ahol Pataki Ágnes producer kezdte mentorálni.
2016-ban a Saatchi and Saatchi Magyarország a Hungarian New Director’s Showcase keretein belül Magyarország 5 legjobb fiatal reklámfilm-rendezőjének egyikévé választotta.
2016-ban elkészítette a The Copyist (A Másoló) című erotikus rövidfilmet, mely a világ első, fénymásolóval készült narratív filmje. A film a 22. Palm Springs International Shortfest nemzetközi versenyprogramjában debütált. A film, mindössze 100 ezer forint körüli költségvetése ellenére végül közel 50 nemzetközi filmfesztiválon 12 díjat nyert.

## Előadásai
Motivációs beszédeiről is ismert, gyakran fellép iskolákban, konferenciákon. Első sorban saját rossz döntésein, kudarcain keresztül beszél vállalkozás alapításról, karrier indításról. 2015-ben a TALENTn Tehetségfórumon elnyerte a “Leginspirálóbb előadó” díját.  Előadott a nemzetközi TEDxDanubián , majd a TEDxYouth-on  is. 2017-ben fellépett a Sziget-fesztiválon. 